# Sherman (Mississippi)
Sherman è una città (town) degli Stati Uniti d'America, situata nella contea di Pontotoc con una piccola porzione di territorio nelle contee di Lee e di Union, nello Stato del Mississippi.